# Cavalcade (альбом)
Cavalcade — другий студійний альбом британського експериментального гурту black midi, що вийшов 28 травня 2021-го року. Порівняно з першою платівкою Schlagenheim (2019), яка майже всуціль складалася з імпровізацій, Cavalcade вирізняється більш продуманим звучанням і записом. Разом із тим, цей альбом вийшов не менш експериментальним за свого попередника, через що наразився на звинувачення критиків у надмірній складності. Однак слухачі/ки тепло сприйняли цю платівку.

## Оцінки
Оглядач сайту Pitchfork назвав Cavalcade «авант-роковим лабіринтом божевільної ускладненості», в якому, за винятком прикінцевої композиції, відсутні будь-які навігаційні знаки. Ця «невгамовна музична скомплікованість», на його думку, «може стати викликом навіть для підготованого/ї слухача/ки». Отже, друга платівка гурту «значно амбітніша й складніша» за свою попередницю «майже в усіх напрямках», однак, «вибудувана дуже дбайливо», вона «втрачає частинку Schlagenheim’ового напору».

## Перелік композицій
| Cavalcade track listing | Cavalcade track listing  | Cavalcade track listing |
| #                       | Назва                    | Тривалість              |
| ----------------------- | ------------------------ | ----------------------- |
| 1.                      | «John L»                 | 5:13                    |
| 2.                      | «Marlene Dietrich»       | 2:53                    |
| 3.                      | «Chondromalacia Patella» | 4:49                    |
| 4.                      | «Slow»                   | 5:37                    |
| 5.                      | «Diamond Stuff»          | 6:20                    |
| 6.                      | «Dethroned»              | 5:02                    |
| 7.                      | «Hogwash and Balderdash» | 2:32                    |
| 8.                      | «Ascending Forth»        | 9:53                    |
| 42:19                   |                          |                         |